# Aristeas de Corinto

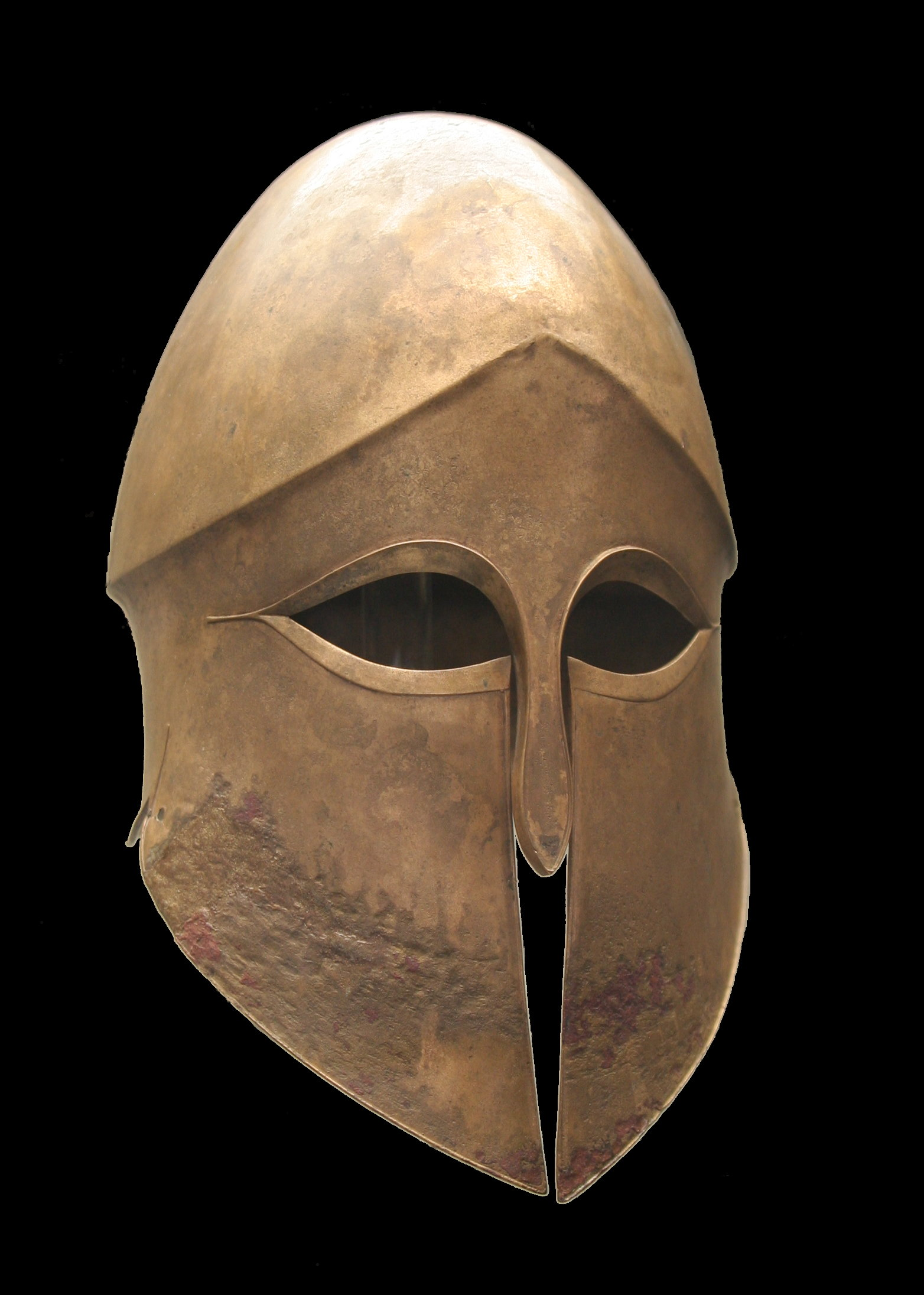
Casco corintio

Aristeas (en griego antiguo: Ἀριστέας) (¿ - 430 a. C.), llamado también Aristeo, hijo de Adimanto, fue el general de las fuerzas corintias, que Corinto envió como voluntarias en auxilio de la ciudad de Potidea, antigua colonia corintia. El contingente de corintios y de mercenarios del resto del Peloponeso sumaba un total de mil seiscientos hoplitas y cuatrocientos soldados de infantería ligera. Estas tropas llegaron el 15 de julio del 432 a. C. a Tracia, 40 días después de la sublevación de Potidea. 
Los atenienses enviaron contra las ciudades sublevadas dos mil hoplitas atenienses y cuarenta naves, bajo el mando de Calias, hijo de Calíades que se hizo a la mar en agosto.
Los potideatas y los peloponesios de Aristeo, acampados en el istmo por la parte que mira a Olinto, esperaban a los atenienses. Aristeo fue elegido general de toda la infantería por las ciudades sublevadas y Pérdicas fue puesto al frente de doscientos jinetes de caballería.
Aristeo planeó mantener su ejército en el istmo en previsión de un posible ataque de los atenienses, mientras que los calcideos, los botieos y Pérdicas con la caballería, permanecerían en Olinto, para que cuando los atenienses avanzasen hacia Potidea, las fuerzas de Olinto encerraran al enemigo en medio de los dos ejércitos.
Pero Calias, envió a Olinto a la caballería macedonia de Filipo I de Macedónide y de Pausanias y se dirigió contra Potidea. Aristeo y las tropas de élite de Corinto pusieron en fuga y persiguieron al ala que tenían enfrente. El resto del ejército fue derrotado por los atenienses y se refugió tras las murallas de Potidea. Al volver Aristeo de la persecución y ver al resto de su ejército derrotado, decidió reunir a sus hombres en formación compacta y abrirse paso velozmente hasta entrar en Potidea, consiguiéndolo. 
Las tropas de Olinto fueron interrumpidas por la caballería de Pérdicas, pero no entraron en combate debido a la victoria ateniense. En la batalla murió el estratego Calias.
Aristeo, con Potidea asediada, propuso que todos los defensores, excepto 500, izaran velas. Aristeo y sus naves lograron burlar a los atenienses. 
Permaneció entre los calcideos, participó en otras acciones de guerra, y en una emboscada junto a la ciudad de Sermilia, cuyo partido dominante era proateniense, mató a muchos de sus habitantes.
 
Intentó negociar con el Peloponeso la forma de obtener ayuda. Mientras, el ateniense Formión tras acabar los muros de bloqueo de Potidea, devastó el territorio calcidico con centro en Olinto, y la Botiea. Corinto tomó la iniciativa de convocar a los aliados a una reunión en Esparta, para plantear la situación de los corintios encerrados en Potidea. 
Fue asesinado en el verano de 430 a. C. por los atenienses, que lo apresaron cuando se dirigía a una embajada a Persia con los espartiatas, Nicolao y Anaristo y fueron llevados a Atenas. Su cuerpo fue arrojado a un barranco.